# Katedrála v Poti
Katedrála v Poti (gruzínsky ფოთის საკათედრო ტაძარი) je dominantní ortodoxní chrám, který se nachází v samotném středu města Poti v Gruzii na centrálním Rustaveliho náměstí, obklopen parkem.

## Historie
V červnu 1895 schválil výstavbu nového kostela pro gruzínské město ruský vojenský guvernér. Byla ustavena komise chrámu, v jejímž čele zasedl tehdejší starosta města Poti Niko Nikoladze. Původní projekt navazující na tradiční gruzínské kostely ruské úřady zamítly.[zdroj?]
Chrám byl vystavěn v letech 1906 až 1907. Stavba byla slavnostně zahájena v den Povýšení svatého kříže. Sám Nikoladze se věnoval přípravám stavby velmi intenzivně. Schválil výběr lokality pro chrám: zvolil místo ve středu nově budovaného Poti tak, aby byl kostel vidět ze všech stran. 
Při návrhu kostela sloužil jako inspirace chrám Boží moudrosti v Konstantinopoli (Istanbulu). Architekty stavby byli Alexandr Zelenko a Robert Marfeld. Kapacita chrámu byla dimenzována na 2 tisíce osob. Interiér byl navržen po vzoru středověkých kostelů v okolí města Trabzonu v severním Turecku. V kostele se nacházejí celkem tři ikonostasy. Ikony v severním ikonostasu byly vytvořeny v řecko-byzantském stylu, v jižním v gruzínsko-byzantském a v centrálním v rusko-byzantském stylu. Vytvořil je ruský akademický malíř Viktor Dumiraško.

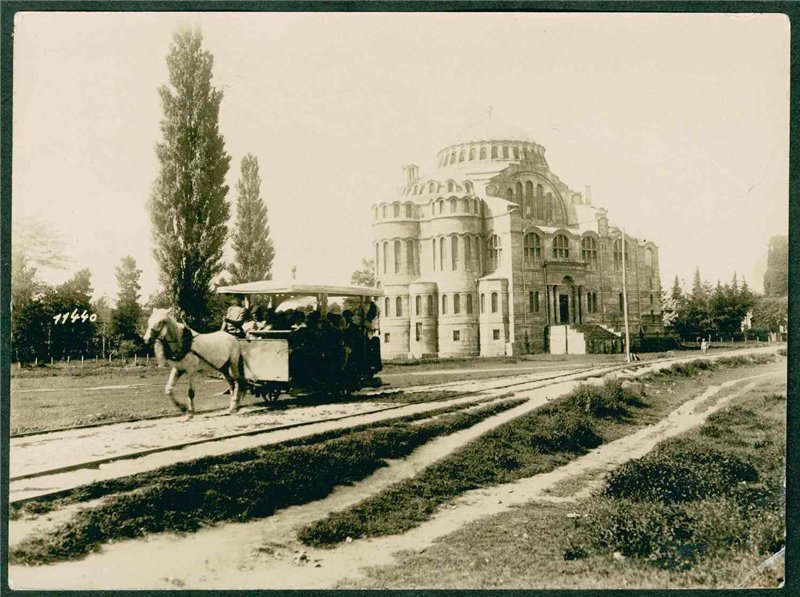
Katedrála na historické fotografii.

Pro výstavbu byl tehdy novátorsky použit železobeton. Vzhledem k nestabilnímu podloží se klasické zdivo ukázalo být nepříliš vhodné. Beton byl použit pro celou stavbu včetně kupolí. V roce 1907 byl při dokončení stavby na vrchol posazen monumentální kříž.
V roce 1932 rozhodla komunistická vláda o přestavbě chrámu na divadlo. Zvony byly odvezeny, roztaveny a využity pro průmyslovou výrobu. Během 20. století byla stavba několikrát necitlivě rekonstruována. Po rozpadu SSSR vypukl spor o vlastnictví stavby mezi městským divadlem a gruzínskou ortodoxní církví; nakonec město Poti rozhodlo o předání katedrály církvi. Pro potřeby divadelního souboru byla nedaleko vystavěna nová moderní budova. 
V roce 2005 byl kostel vrácen svému původnímu účelu a navrácen gruzínské ortodoxní církvi. Pro potřeby renovace chrámu věnoval tehdejší gruzínský prezident Michail Saakašvili celkem 700 000 lari. Obnova chrámu byla financována zejména z prostředků získaných ze státního rozpočtu a od dobrovolných dárců. Celkově gruzínský stát poskytl okolo 8 milionů lari.